# Бюро метеорологии
Бюро метеорологии (англ. Bureau of Meteorology) — правительственное агентство австралийского правительства, отвечает за предоставление услуг прогнозирования погоды и предупреждения об опасных явлениях в Австралии и близлежащих районах. 
Организация была основана в 1906 году метеорологическим актом и объединила метеорологические службы отдельных штатов, которые существовали до того. Штаты официально передали бюро все полномочия 1 января 1908. Штаб-квартира организации находится в Докленде, пригородном районе Мельбурна, региональные офисы есть в столице каждого из штатов страны. Бюро также является одним из региональных специализированных метеорологических центров, что дает предупреждение о тропических циклонах на юге и юго-западе Тихого океана.